# شهرت (فیلم ۲۰۰۳)
شهرت (به تلگو: Simhadri) یک فیلم اکشن و درام هندی محصول سال ۲۰۰۳ به کارگردانی اس. اس. راجامولی است. در این فیلم بازیگرانی همچون ان.تی راما رائو جونیور، بومیکا چاولا، آنکیتا، موکش ریشی، نثار، شارات ساکسنا، راهول دو ایفای نقش کرده‌اند.